# Lestek
Lestek, Lešek ali Lestko (poljsko Lestek, Leszek ali Lestko) je bil drugi vojvoda Zahodnih Poljanov, * okoli 870–880, † 930–950.
Bil je sin vojvode Sjemovita, omenjen v najstarejši poljski kroniki Gesta principum Polonorum avtorja Gallusa Anonimusa. Poljanski vojvode so bili ustanovitelji poljske dinastije Pjastov, prve poljske zgodovinske vladarske dinastije.
Do druge polovice 19. stoletja Lestekova zgodovinskost ni bila sporna, potem pa so se začeli porajati dvomi. Dvome je odpravil članek Henryka Łowmiańskega Dynastia Piastów we wczesnym średniowieczu (Dinastija Pjastov v zgodnjem srednjem veku), v katerem se je zavzel za verodostojnost Gallusa Anonymusa in s tem za zgodovinskost treh neposrednih Mješkovih predhodnikov. Njegov pogled je v poljskem zgodovinopisju postal prevladujoč.
Izvor Lestkovega imena ni znan. Izhajal bi lahko iz stare poljske besede lście, ki pomeni "zvit". Lahko bi bilo tudi pomanjševalnica pogostega slovanskega imena Lścimir ali Lścisław. 
Število in obstoj Lestekovih žena ali soprog nista znana. Teorija Stanisława Zakrzewskega trdi, da bi bil Lestek (ali Lestko) lahko poročen z moravsko princeso. Druga teorija, ki izhaja iz opisov belgijskega kronista iz 14. stoletja, pravi, da bi Lestekova žena lahko bila saška princesa, s katero sta imela sina Ewrakerja, kasnejšega škofa v Liègu. 
Lestkov naslednik in tretji vojvoda Poljanov je bil njegov sin Sjemomisl.

## Sklic
1. ↑  K. Jasiński. Rodowód pierwszych Piastów, str. 48-50.